# Enoplus leydigii
Enoplus leydigii is een rondwormensoort uit de familie van de Enoplidae.